# Distaplia muriella
Distaplia muriella är en sjöpungsart som beskrevs av Kott 1990. Distaplia muriella ingår i släktet Distaplia och familjen Holozoidae. Inga underarter finns listade i Catalogue of Life.